# Робін Райт
Ро́бін Вірджи́нія Гейл Райт (англ. Robin Virginia Gayle Wright; нар. 8 квітня 1966, Даллас, штат Техас, США) — американська акторка. В шлюбі знімалася під ім'ям Робін Райт Пенн (англ. Robin Wright Penn).

## Біографія
Народилася 8 квітня 1966 року в Далласі (штат Техас, США). Має старшого брата Річарда (нар. 1962), фотографа. Виросла в Південній Каліфорнії, відвідувала середню школу Ла-Хойя в Ла-Хойї та середню школу Тафта в Лос-Анджелесі. Ще навчаючись у школі Тафта, Райт почала працювати фотомоделлю, а після її закінчення вирішила стати акторкою. 1984 року вона отримала маленьку роль в телевізійному серіалі «Жовта троянда», а трохи пізніше зіграла Келлі Кепвелл в денній мильній опері «Санта-Барбара», за роль в якому тричі висувалася на денну премію «Еммі».
У кіно дебютувала 1986 року у фільмі «Загін поліції Голлівуду», а у фентезі «Принцеса-наречена» Роба Райнера зіграла головну роль. Але справжню популярність принесла робота у фільмі «Форрест Гамп» (1994) з Томом Хенксом. Незабаром Райт отримала головну роль у фільмі «Молл Фландерс» та знялася з Вільямом Хартом та Емі Медіган в судовій драмі «Улюблений» (Loved, 1997).
2013 року була номінована на премію «Еммі» та удостоєна премії «Золотий глобус» за роль в телесеріалі «Картковий будинок».

## Особисте життя
З 1986 по 1988 рік Райт була одружена з актором Дейном Візерспуном, з яким познайомилася в 1984 році на зйомках «Санта-Барбари».  З 1989 почала зустрічатись з Шоном Пенном. Шлюб тривав з 1996 до 2007 року, у 2010 офіційно розлучилась. Райт народила в цьому союзі двох дітей: доньку Ділан Френсіс Пенн (у квітні 1991)  і сина Гоппера Джека (у серпні 1993). З 2012 до 2015 року Райт зустрічалась з актором Беном Фостером. У 2017 році розпочала стосунки з Клеменом Жироде (виконавчий директор бренду Yves Saint Laurent), з яким у серпні 2018 року  таємно одружилась у Франції.

## Фільмографія

### Акторка
| Рік       |     | Українська назва                  | Оригінальна назва               | Роль                       |
| --------- | --- | --------------------------------- | ------------------------------- | -------------------------- |
| 1983—1984 | с   |                                   | The Yellow Rose                 | Барбара Андерсон (2 серії) |
| 1984—1988 | с   | Санта-Барбара                     | Santa Barbara                   | Келлі Кепвелл (538 серій)  |
| 1986      | ф   | Поліція моралі Голлівуду          | Hollywood Vice Squad            | Лорі Стентон               |
| 1987      | ф   | Принцеса-наречена                 | Princess Bride                  | Жовтець                    |
| 1990      | ф   | Заперечення                       | Denial                          | Сара / Лун                 |
| 1990      | ф   | Стан несамовитості                | State of Grace                  | Кетлін                     |
| 1992      | ф   | Комедіанти                        | The Playboys                    | Тара Магуайр               |
| 1992      | ф   | Іграшки                           | Toys                            | Гвен Тайлер                |
| 1994      | ф   | Форрест Гамп                      | Forrest Gump                    | Дженні Карран              |
| 1995      | ф   | Постовий на перехресті            | The Crossing Guard              | Джоджо                     |
| 1996      | ф   | Біль кохання                      | Loved                           | Гедда Емерсон              |
| 1996      | ф   | Молл Флендерс                     | Moll Flanders                   | Молл Флендерс              |
| 1997      | ф   | Вона прекрасна                    | She's So Lovely                 | Морін Мерфі Куінн          |
| 1998      | ф   | Переполох                         | Hurlyburly                      | Дарлен                     |
| 1999      | ф   | Послання в пляшці                 | Message in a Bottle             | Тереза Осборн              |
| 2000      | ф   | Невразливий                       | Unbreakable                     | Одрі Данн                  |
| 2000      | ф   | Як вбити сусідського собаку?      | How to Kill Your Neighbor's Dog | Мелані МакГовен            |
| 2001      | ф   | Обіцянка                          | Pledge                          | Лорі                       |
| 2001      | ф   | Останній замок                    | The Last Castle                 | Розалі Ірвін               |
| 2002      | ф   | Білий Олеандр                     | White Oleandere                 | Старр                      |
| 2003      | ф   | Співаючий детектив                | Singing Detective               | Ніколя/Ніна                |
| 2004      | ф   | Будинок на краю світу             | A Home at the End of the World  | Клер                       |
| 2005      | с   |                                   | Empire Falls                    | Грейс Робі (2 серії)       |
| 2006      | ф   | Вторгнення                        | Breaking and Entering           | Лів                        |
| 2007      | ф   | Беовульф                          | Beowulf                         | Вальхтеов                  |
| 2008      | ф   | Що тут сталося                    | What Just Happened              | Келлі                      |
| 2009      | ф   | Різдвяна історія                  | A Christmas Carol               | Бель/Фен                   |
| 2009      | ф   | Приватне життя Піппи Лі           | The Private Lives of Pippa Lee  | Піппа Лі                   |
| 2009      | ф   | Велика гра                        | State of Play                   | Енн Коллінз                |
| 2009      | ф   | Нью-Йорк, я люблю тебе            | New York, I Love You            | Анна                       |
| 2010      | ф   | Я все ще тут                      | I'm Still Here                  | у ролі самої себе          |
| 2010      | ф   | Змовниця                          | The Conspirator                 | Мері Саррет                |
| 2011      | ф   | Дівчина з татуюванням дракона     | The Girl with the Dragon Tattoo | Еріка Бергер               |
| 2011      | с   | Просвітлена                       | Enlightened                     | Сенді (2 серії)            |
| 2011      | ф   | Людина, яка змінила все           | Moneyball                       | Шерон                      |
| 2011      | ф   | Бастіон                           | Rampart                         | Лінда Фентресс             |
| 2013      | ф   | Конгрес                           | The Congress                    | Робін Райт                 |
| 2013      | ф   | Таємний потяг                     | Adore                           | Роз                        |
| 2013—2018 | с   | Картковий будинок                 | House of Cards                  | Клер Андервуд (73 серії)   |
| 2014      | ф   | Наднебезпечний                    | A Most Wanted Man               | Марч Салліван              |
| 2015      | ф   | Еверест                           | Everest                         | Піч                        |
| 2017      | ф   | Диво-жінка                        | Wonder Woman                    | Антіопа                    |
| 2017      | ф   | Той, хто біжить по лезу 2049      | Blade Runner 2049               | Джоші                      |
| 2017      | ф   | Ліга Справедливості               | Justice League                  | Антіопа (камео)            |
| 2018      | док |                                   | André the Giant                 | у ролі самої себе          |
| 2020      | ф   | Диво-жінка 1984                   | Wonder Woman 1984               | Антіопа                    |
| 2020      | с   |                                   | First Ladies                    | оповідачка (6 серій)       |
| 2021      | ф   | Незвідана земля                   | Land                            | Еді Хольцер                |
| 2021      | ф   | Ліга справедливості Зака Снайдера | Zack Snyder's Justice League    | Антіопа                    |
| 2023      | ф   | Пік диявола                       | Devil's Peak                    | Вірджі                     |
| 2024      | ф   | Діва проти біди                   | Damsel                          | королева Ізабель           |
| 2024      | ф   | Тут і зараз                       | Here                            | Маргарет                   |

### Режисер, продюсер
| Рік       |     | Українська назва  | Оригінальна назва    | Роль                                              |
| --------- | --- | ----------------- | -------------------- | ------------------------------------------------- |
| 2013      | ф   | Конгрес           | The Congress         | продюсер                                          |
| 2014—2018 | с   | Картковий будинок | House of Cards       | режисер (10 серії) виконавчий продюсер (36 серій) |
| 2015      | док |                   | When Elephants Fight | виконавчий продюсер                               |
| 2021      | ф   | Незвідана земля   | Land                 | режисер                                           |
| 2022      | с   | Озарк             | Ozark                | режисер (2 серії)                                 |
| 2023      | ф   | Пік диявола       | Devil's Peak         | продюсер                                          |